# Fængselshistorier
|  | Denne artikel er oprettet af botten Steenthbot ud fra en ekstern database. Den kan derfor have sproglige fejl eller mangler. Denne skabelon kan fjernes efter kontrol af indholdet. |

Fængselshistorier er en dansk dokumentarfilm fra 2020 instrueret af Ole Stenum efter eget manuskript.

## Handling
Hvad bestyder det for et menneske der er mindst i 20 år i en fængsel, at have en flue og en ørentvist - i en lille kasse - som venner…??!